# Palearktiska regionen

Palearktis

Den palearktiska regionen eller Palearktis är en av de åtta djurgeografiska regioner som jorden delas upp i. Den omfattar Europa, Asien norr om Himalaya, norra Afrika, och de norra och centrala delarna av Arabiska halvön.
Ofta talar man också om Västra palearktis vilket dock inte är en djurgeografisk region.
Inom biologin är det ofta relevant att tala om de två zoogeografiska regionerna Palearktis och Nearktis som en helhet; då används begreppet Holarktis.